# Eucrassatella donacina
Eucrassatella donacina is een tweekleppigensoort uit de familie van de Crassatellidae. De wetenschappelijke naam van de soort werd in 1805 voor het eerst geldig gepubliceerd door Jean-Baptiste de Lamarck.